# Пиер Левег
Пиер Левег (на френски: Pierre Levegh) е френски автомобилен състезател и пилот от Формула 1. Роден е на 22 декември 1905 година в Париж, Франция. С името му е свързана една от най-големите трагедии по време на спортно състезание – в Льо Ман.

## Формула 1
Пиер Левег прави своя дебют във Формула 1 в Голямата награда на Белгия през 1950 година. В световния шампионат записва 6 състезания като не успява да спечели точки. Състезава се с частен автомобил Талбот-Лаго.